# Anarchia in Baviera
Anarchia in Baviera è una commedia di Rainer Werner Fassbinder del 1969, messa in scena dallo stesso come regista insieme a Peer Raben, con la compagnia dell'Antiteater. Il cast era composto da onika Klein, Kurt Raab, Doris Mattes, Hans Hirschmüller, Irm Hermann, Peer Raben, Carla Aulaulu, Ursula Strätz, Reinhold Gruber, Rainer Werner Fassbinder, Ingrid Caven, Rita Buser, Jochen Pinkert.

## Trama
Nelle note sullo spettacolo dell'Antiteater si legge che Dal punto di vista della storia Anarchia in Baviera è un pezzo di fantaschienza naif. Dei giovani fanno la rivoluzione in Baviera e dichiarano la nascita della BAS, la Baviera Anarchica Socialista. Dopo che il paese è stato anachico per un po' il territorio che non è protetto militarmente viene occupato di nuovo. Anarchia in Baviera è contro una rivoluzione "di fretta", prende posizione per una "lunga marcia", una rivoluzione dapprima nella coscienza dei rivoluzionari e dei cittadini. Per mezzo di una serie di scene montate sul genere della rivista si vuole dimostrare che non bastano dei cambiamenti esteriori per cambiare certamente qualcosa di essenziale nelle coscienze occidentali programmate sulla sottomissione e sullìautorità.
La narrazione procede così avanti per sketch cabarettistici.